# Багров, Леонид Васильевич
Леони́д Васи́льевич Багро́в (12 ноября 1931 — 26 марта 2021) — советский хозяйственный, государственный и политический деятель, министр речного флота РСФСР (13 июля 1978 — 15 июня 1990), кандидат технических наук, профессор.

## Биография
Родился 12 ноября 1931 года в селе Покровское на правом берегу Волги близ Козьмодемьянска Марийской АССР. Отец — Василий Петрович Багров, потомственный мастер баржевого судостроения. Мать — Анастасия Семёновна Багрова (Тимина), сельская труженица.
С 1949 по 1954 год учился в Горьковском институте инженеров водного транспорта, по специальности инженер эксплуатации водного транспорта. Член ВКП(б). Чемпион РСФСР по плаванию (1954).
С 1954 года — на хозяйственной, общественной и политической работе. В 1954—1964 годах — начальник сплава лесосплавного участка, диспетчер-технолог, начальник службы эксплуатации Волгоградского линейного пароходства, начальник порта «Волжский», участник строительства Сталинградской ГЭС.
В 1964 году по личной инициативе С. А. Кучкина Леонид Багров был приглашён в Москву в Министерство речного флота РСФСР с должности руководителя Волгоградского речного порта. Сначала начальник отдела, затем начальник Главного грузового управления, с 1974 года — первый заместитель министра.
С 1978 по 1990 год — министр речного флота РСФСР. Избирался депутатом Верховного Совета РСФСР 10-го и 11-го созывов.
С 1990 по 1992 год — председатель Государственного концерна «Росречфлот». 1 июля 1992 года концерн был преобразован в Департамент речного транспорта Минтранса России. Л. В. Багров стал его директором.
С 1992 по 1996 год — директор Департамента речного транспорта Министерства транспорта РФ (в ранге первого заместителя Министра).
Опубликовал две автобиографические книги «Река — моё призвание» (2011) и «Река длиною в жизнь» (2018), а также передал часть личного фотоархива и свои избранные труды в собрание Музея морского флота.
Умер в Москве 26 марта 2021 года.

## Преподавательская деятельность
В 1996 году являлся заведующим кафедрой коммерческой эксплуатации и внешнеэкономических связей в Московской государственной академии водного транспорта. В 2003 году ему присвоено звание почётного доктора МГАВТ. Автор ряда монографий, учебников и методических пособий для вузов.

## Спортивная карьера
Чемпион РСФСР по плаванию (1954), участник сборных команд Сталинграда, а затем России. Принимал участие в первенствах на призы общества «Водник», спартакиадах городов Поволжья, вузов Минморречфлота СССР, первенствах РСФСР, СССР и других.

## Основные труды
- Багров Л. В. Организация коммерческой работы на речном транспорте. М., 1977.
- Багров Л. В. Речной транспорт России на пути интенсификации. Москва: Транспорт, 1986.
- Багров Л. В. Пять лекций по дисциплине «Коммерческая эксплуатация на водном транспорте». Учебное пособие. М.: «Альтаир» МГАВТ, 2007. — 41 с.
- Багров Л. В. Организация коммерческой работы на внутреннем водном транспорте. М., 2012.
- Багров Л. В. Коммерческая работа на внутреннем водном транспорте. М.: «Альтаир—МГАВТ», 2013. — 64 с.
- Багров Л. В. Река — моё призвание. М.: ОАО «Гипроречтранс», 2016. — 280 с.
- Багров Л. В. Река длиною в жизнь. М: ООО «Новые печатные технологии», 2018. — 240 с.

## Признание заслуг
Ордена:
- Орден Почёта (02.04.2012[10]).
- 2 ордена Дружбы (30.12.1995[11], 09.07.2002[12]).
- Орден Октябрьской Революции (02.04.1981).
- Орден Трудового Красного Знамени (14.08.1986).
- Орден «Знак Почёта» (01.09.1971).

Медали:
- 300 лет Российскому флоту, от 10.02.1996 г.
- Медаль «За доблестный труд в Великой Отечественной войне 1941—1945 гг.», от 31.08.2009 г.
- Юбилейная медаль «65 лет Победы в Великой Отечественной войне 1941—1945 гг.»
- Юбилейная медаль «70 лет Победы в Великой Отечественной войне 1941—1945 гг.», от 18.03.2015 г.
- Памятная медаль "За строительство магистрального газопровода «Союз» 06.03.1979 г.
- Медаль «В ознаменование 100-летия со дня рождения Владимира Ильича Ленина», от 10.04.1970 г.
- Нагрудный знак «80 лет плана ГОЭЛРО», 07.2001 г.
- Медаль «Лауреат ВВЦ», 13.11.2001 г.
- Медаль «В память 850-летия Москвы», 26.02.1997 г.
- Медаль Павла Мельникова[13].
- Медаль «100 лет годовщины освобождения от Османского рабства», 26.11.1978 г.

Звания:
- Заслуженный работник транспорта РСФСР, от 05.11.1991 г.[14]
- Почётный гражданин города Козьмодемьянска.
- Почётный доктор Московской государственной академии водного транспорта, 24.11.2003 г.[15].
- Почётный профессор СПГУ водных коммуникаций, 25.11.2011[16].
- Заслуженный работник АО «Пароходство Волготанкер», от 12.11.1996 г.

## Память
- В честь Л. В. Багрова назван сухогруз «Леонид Багров» «Волжского пароходства»[17].